# Mortal Way of Live
Mortal Way of Live es el primer álbum en directo de la banda de thrash metal teutón, Sodom. Grabado durante el "Sodomania Tour" en abril y mayo de 1988. 
La portada original fue censurada (debido a que mostraba una imagen de lo que parece ser una orgía), desde entonces las versiones de CD presentaban un fondo negro con un círculo blanco y el logo de la banda, título y una nota acerca de una canción bonus: "Conjuration".

## Canciones
1. "Persecution Mania" - 04:44
2. "Outbreak of Evil" - 03:46
3. "The Conqueror" - 03:00
4. "Iron Fist" (Motörhead Cover) - 02:56
5. "Obsessed By Cruelty" - 08:54
6. "Nuclear Winter" - 05:55
7. "Electrocution" - 03:06
8. "Blasphemer" - 06:00
9. "Enchanted Land" - 04:15
10. "Sodomy & Lust" - 05:02
11. "Christ Passion" - 06:24
12. "Bombenhagel" - 06:40
13. "My Atonement" - 05:57
14. "Conjuration" (bonus)- 5:25

## Miembros
- Tom Angelripper - voz, bajo
- Frank Blackfire - guitarra
- Witchhunter - batería

- Datos: Q2517006